# Brian Steen Nielsen
Brian Steen Nielsen (Vejle, 28 december 1968) is een voormalig Deense voetballer, die als verdedigende middenvelder 66 wedstrijden heeft gespeeld voor het Deens voetbalelftal. Nielsen wist in zijn interlandcarrière, die verliep van 1990 tot en met 2002, drie doelpunten te maken. Tegenwoordig is de Deen sportdirecteur bij Aarhus GF.

## Carrière
Brian Steen Nielsen begon met voetballen bij Nørremarkens Boldklub. In oktober 1988 begon zijn professionele voetbalcarrière bij Vejle BK. In 1989 ontving Nielsen de prijs Deense Speler van het Jaar in de leeftijdscategorie onder 21. Op 14 februari 1990 maakte hij zijn debuut bij het nationale voetbalelftal. In de wedstrijd van Denemarken tegen Egypte viel hij in de rust in en pakte zo zijn eerste 45 minuten in het Deens voetbalelftal. Twee jaar later, in 1992, tekende Nielsen een contract bij het eveneens Deense Odense BK. In 1993 won hij met deze club zijn eerste prijs: de Beker van Denemarken.
In 1993 vertrok Nielsen naar Turkije om te voetballen voor Fenerbahçe SK. Bij de club uit Istanboel speelde Nielsen vijftig wedstrijden, waarin hij viermaal het doel trof. Na zijn vertrek naar Turkije werd Nielsen vaste waarde in het nationale elftal. In 1995 keerde de voetballer terug naar Odense BK. In de zomer van 1996 deed Nielsen met Denemarken mee aan het EK van 1996. Na de zomerstop tekende de middenvelder een contract bij de Japanse sportclub Urawa Red Diamonds. Hier speelde hij slechts zes wedstrijden alvorens hij weer terugkeerde naar Odense BK.
Brian Steen Nielsen heeft later gevoetbald voor Akademisk Boldklub, Malmö FF uit Zweden en tot slot Aarhus GF. De Deen heeft naast het Europees Kampioenschap van 1996 ook deelgenomen aan het Europees kampioenschap voetbal 2000 en het Wereldkampioenschap voetbal 2002. Verder won Nielsen in 1999 voor de tweede maal in zijn leven de Beker van Denemarken.

## Erelijst
Odense BK
- Landspokalturnering: 1992/93

 Akademisk Boldklub
- Landspokalturnering: 1998/99

 Denemarken
- Confederations Cup: 1995